# Y Sagittae
Y Sagittae är en pulserande variabel av Mira Ceti-typ (M) i stjärnbilden Pilen. 
Stjärnan har en fotografisk magnitud av lägre än 16,7 och når i maximum 13,6. Perioden är 146 dygn.